# Saianogorsk
Saianogorsk (en khakàs i en rus: Саяного́рск) és una població de Rússia, situada a la República de Khakàssia, al sud de Sibèria. Es troba al sud d'Abakan que és la capital de la república, més amunt del curs del riu Ienissei que forma el límit amb el krai de Krasnoiarsk.
A la ciutat hi ha una de les plantes de fundició d'alumini més grans del món. Seguint el Ienissei una mica més al sud es troba la Central Hidroelèctrica Saiano-Xúixenskaia que és la més gran de Rússia.